# Luis Herrera Campins
Luis Antonio Herrera Campins (Acarigua, 4 de maio de 1925 - Caracas, 9 de novembro de 2007) foi um advogado, jornalista, historiador e político venezuelano. Foi presidente da Venezuela entre 1979 e 1984.

## Presidência
Herrera venceu as eleições presidenciais de dezembro de 1978 para a COPEI, substituindo o social-democrata Carlos Andrés Pérez, do partido Ação Democrática (AD), que nacionalizou a indústria do petróleo no auge do boom em 1975. As receitas do petróleo continuaram a aumentar durante os primeiros anos da presidência de Herrera. Herrera tinha um visão dirigista (é uma doutrina econômica na qual o estado desempenha um forte papel diretivo em oposição a um papel meramente regulador ou não intervencionista sobre uma economia de mercado capitalista) do papel econômico do Governo, que envolveu a canalização de fundos públicos para projetos agrícolas e industriais, pagando subsídios generosos e controlando os preços de muitos bens. Seu governo deu continuidade à política do presidente Pérez de tomar empréstimos em um mercado mundial inundado de petrodólares e, no início da década de 1980, a Venezuela devia aos bancos mais de US$ 20 bilhões. A suposição tácita do governo era que os preços do petróleo permaneceriam altos para sempre e sustentariam altos níveis de consumo público e privado.
Como presidente, Herrera implementou programas de desenvolvimento cultural e reformas educacionais. Ele liberou os preços, resultando em mudanças rápidas no valor do bolívar venezuelano.

Movido em parte por reivindicações territoriais, Herrera desenvolveu uma vigorosa política externa. Ele assinou um acordo com o México em 1980 para fornecer conjuntamente aos países da América Central e do Caribe um fluxo constante de petróleo, um precursor da diplomacia petrolífera de amplo alcance de Hugo Chávez no mundo em desenvolvimento. Em 1982, Herrera aliou-se à Argentina em sua guerra com o Reino Unido pelas Ilhas Falkland ou Ilhas Malvinas, explorando habilmente o sentimento anti-britânico e anti-americano para aumentar sua popularidade em declínio. Seu apoio à Argentina veio enquanto ele afirmava a reivindicação de longa data da Venezuela sobre mais da metade da vizinha Guiana, uma ex-colônia britânica. O seu governo também reconheceu a República Árabe Saharaui Democrática como o estado soberano do Sahara Ocidental. Em dezembro de 1982, a PDVSA assinou um acordo de cooperação com a petrolífera alemã VEBA para o estabelecimento de uma Joint Venture Ruhr Oel GmbH. Este fato é considerado o início da Internacionalização da PDVSA.